# Julie Maree McDonald
Julie Maree McDonald (* 13. Mai 1961) ist eine australische Badmintonspielerin.

## Karriere
Julie McDonald nahm 1980, 1983 und 1985 an den Badminton-Weltmeisterschaften teil. 1980 wurde sie 9. im Damendoppel sowie jeweils 17. im Dameneinzel und im Mixed. 1983 belegte sie Platz 17 im Damendoppel und im Mixed sowie Platz 33 im Einzel. 1985 wurde sie 17. im Einzel und jeweils 33. im Doppel und im Mixed. 1986 gewann sie zwei Titel bei den French Open. Bei den Commonwealth Games 1982 und 1986 gewann sie Bronze mit dem australischen Team.

## Sportliche Erfolge
| Saison    | Veranstaltung                         | Disziplin   | Platz | Name                                   |
| --------- | ------------------------------------- | ----------- | ----- | -------------------------------------- |
| 1980      | Sussex Championships                  | Dameneinzel | 1     | Julie McDonald                         |
| 1980      | Weltmeisterschaft                     | Mixed       | 17    | Mark Harry / Julie McDonald            |
| 1980      | Weltmeisterschaft                     | Dameneinzel | 17    | Julie McDonald                         |
| 1980      | Weltmeisterschaft                     | Damendoppel | 9     | Julie McDonald / Susan Daly            |
| 1982      | Commonwealth Games                    | Team        | 3     | Australien                             |
| 1983      | Weltmeisterschaft                     | Dameneinzel | 33    | Julie McDonald                         |
| 1983      | Weltmeisterschaft                     | Damendoppel | 17    | Audrey Swaby / Julie McDonald          |
| 1983      | Weltmeisterschaft                     | Mixed       | 17    | Darren McDonald / Julie McDonald       |
| 1986      | Silver Bowl                           | Dameneinzel | 1     | Julie McDonald                         |
| 1986      | French Open                           | Mixed       | 1     | Graeme Robson / Julie McDonald         |
| 1986      | French Open                           | Dameneinzel | 1     | Julie McDonald                         |
| 1986      | Commonwealth Games                    | Team        | 3     | Australien                             |
| 1987      | Australia Open                        | Damendoppel | 1     | Rhonda Cator / Julie McDonald          |
| 2000/2001 | Dänemark: Seniorenmeisterschaften 35+ | Mixed       | 1     | Henrik From / Julie McDonald, Hillerød |

## Referenzen
- http://newspapers.nl.sg/Digitised/Page/straitstimes19800528.1.26.aspx
- http://newspapers.nl.sg/Digitised/Page/straitstimes19800529.1.28.aspx
- http://newspapers.nl.sg/Digitised/Page/straitstimes19830505.1.35.aspx
- Badminton-Sport, 1985, S. 4–8

| Personendaten    | Personendaten                   |
| ---------------- | ------------------------------- |
| NAME             | McDonald, Julie Maree           |
| ALTERNATIVNAMEN  | McDonald, Julie                 |
| KURZBESCHREIBUNG | australische Badmintonspielerin |
| GEBURTSDATUM     | 13. Mai 1961                    |